# ウォルター・デ・ラ・メア

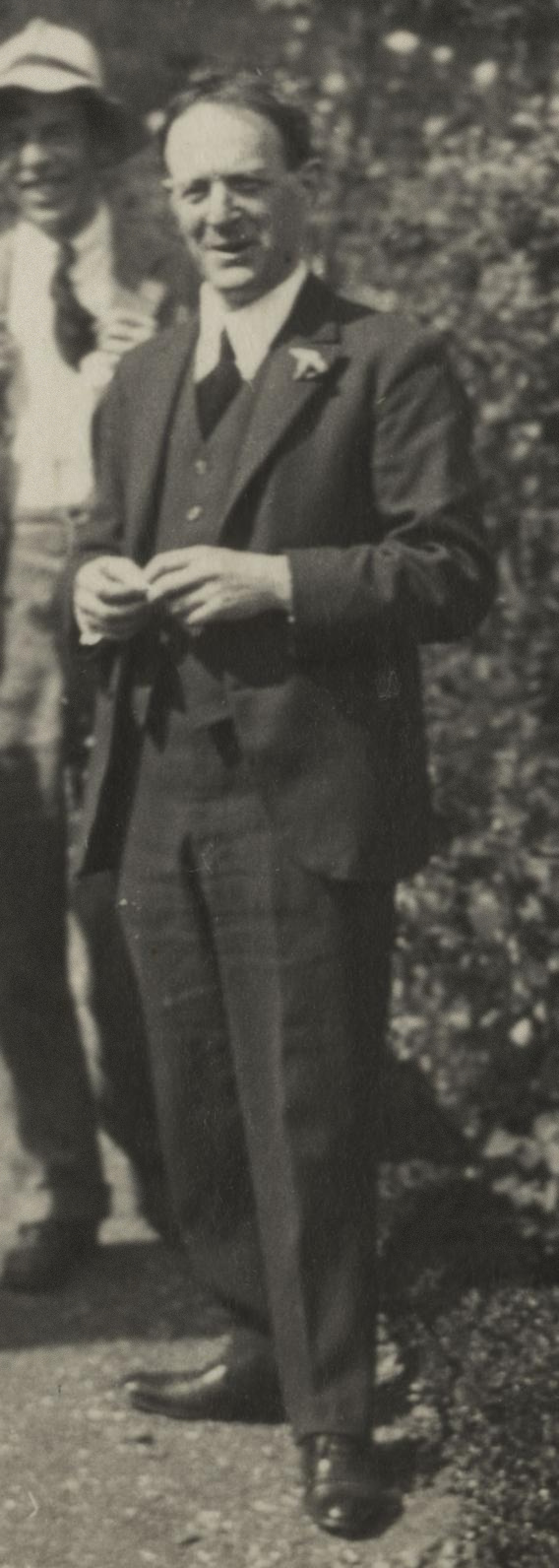
Walter de la Mare, Ottoline Morrell, 1924

ウォルター・ジョン・デ・ラ・メア（Walter John De La Mare, OM CH、1873年4月25日 - 1956年6月22日）は、イギリスの小説家、詩人。優れた児童文学作家であるとともに、幻想味豊かな怪奇小説の書き手としても知られ、恐怖の対象を直接描かず、言外の意味を以て読者の恐怖感を喚起する手法、いわゆる朦朧法を用いた怪奇・幻想作品は高く評価される。

## 生涯
ケント州チャールトンで、フランス系の両親の元に生まれる。ユグノー教会の管理人の父と、詩人ロバート・ブラウニングの遠縁にあたる母の間に生まれた。4歳の時に父が亡くなり家族でロンドンに移る。やがてセントポール大聖堂の少年聖歌隊に入り、附属聖歌学院に学ぶ。7歳の時に『ガリバー旅行記』に感銘を受けて文学に目覚め、13歳頃には校内誌の編集に携わる。14歳で学院を退学してアングロ・アメリカン石油会社に就職。翌年カーター・レインに移り、勤めのかたわら聖歌学院交友会誌の編集を続ける。その後『黒と白』『スケッチ』『ペル・メル・ガゼット』などの雑誌に詩や短編小説の投稿を始め、1895年に『スケッチ』に短編「キスメット」が掲載されて認められるようになる。1899年に結婚、のちに二男二女をもうける。
1902年に童謡詩の処女詩集『幼年の歌』をウォルター・ラメル(Walter Ramal）名義で出版し一部に注目され、1904年に初の長編小説『ヘンリー・ブロッケン』刊行。1908年にアングロ・アメリカン石油会社を辞めて、ヘンリー・ニューボルト卿の推薦で政府から年100ポンドの王室奨励金を受けて創作を続けた。1910年に2冊の長編『死者の誘い』『三匹のムッラ=ムルガー』、1911年に詩集『聴き入る人々その他』を刊行して注目され、次いで1913年の子供向けの『ピーコック・パイ』により、「童謡詩の真の後継者」（ヴィタ・サックヴィル＝ウェスト）との評価を得た。
1922年にはドロシー・P.ラスロップの挿絵による、妖精や魔女や小鬼を題材にした『妖精詩集』を発表。1921年の長編『おやゆび嬢の自伝』でジェイムズ・テイト・ブラック記念賞を受賞。第二次大戦後は、死や永遠といった哲学的テーマによる重厚な長編詩『旅人』『天翔る戦車』などを執筆。1947年にカーネギー賞受賞。1953年にメリット勲章受章。
ワーズワースらロマン派詩人の伝統を継いでイギリスの田園を美しく詠ったジョージアン詩人の一人としても挙げられる。暮らしぶりについてはあまり知られていないが、アメリカへの講演旅行の他は国外に出ることもなかった。晩年はトウィッカナムのモンペリエ・ロウに住み、当時デ・ラ・メアに会ったレオナード・クラークによれば、堂々とした体格、尖った大きな耳、時々するどい光を放つ目の持ち主という。断片的な資料としては、T.S.エリオット、ディビット・セシル、G.グリーン「デ・ラ・メア 75歳の誕生日に寄せて」、家庭医だったサー・ラッセル・ブレイン「デ・ラ・メアとの茶話」などがある。
1956年にトウィッカナムの自宅で死去、セントポール大聖堂の地下室に埋葬された。
長男リチャードはT.S.エリオットとともにフェイバー&フェイバー社に入り、後に会長となった。
日本では西条八十、佐藤春夫、三好達治、江戸川乱歩などがデ・ラ・メアを愛好した。

## 作品

### 詩集
- 『幼年の歌』Songs of Childhood 1902年
- 『聴き入る人々その他』The Listeners 1911年
- 『ピーコック・パイ』Peacock Pie 1913年
- 『道化師その他』The Marionettes 1918年
- 『妖精詩集』Down-Adown-Derry - A Book of Fairy Poems 1922年
- 『面紗その他』1933年
- 『追憶その他』1938年
- Bells and Grass 1941年
- 『天日レンズその他』1945年
- 『旅人』1946年（長編詩）
- 『天翔る戦車』1951年（長編詩）
- O Lovely England 1952年
- Walter de la Mare, The Complete Poems Giles de la Mare 1969年

### 長編
- 『ヘンリー・ブロッケン』Henry Brocken 1904年
- 『死者の誘い』The Return 1910年
- 『三匹のムッラ=ムルガー』The Three Mulla Mulgars 1910年（のちThe Three Royal Monkeysに改題）
- 『おやゆび嬢の自伝』Memoirs of a Midget 1921年
- 『ひと目見て』1928年

### 中短編集
- 『謎その他』The Riddle and Other Stories 1923年
- 『鐘が鳴る』Ding Dong Bell 1924年
- 『箒の柄その他』Broomsticks and Other Tales 1925年
- 『具眼の士その他』The Connoisseur and Other Stories 1926年
- 『辺境』On the Edge 1930年
- 『魚の王様その他』The Lord Fish 1930年
- The Dutch Cheese 1931年
- The Walter de la Mare Omnibus 1933年
- 『一陣の風』The Wind Blows Over 1936年
- The Nap and Other Stories 1936年
- Stories, Essays and Poems 1938年
- The Best Stories of Walter de la Mare 1942年
- Collected Stories for Children 1947年
- 『はじまりその他』A Beginning and Other Stories 1955年
- Eight Tales 1971年
- Walter de la Mare, Short Stories 1895–1926 1996年
- Walter de la Mare, Short Stories 1927–1956 2000年
- Walter de la Mare, Short Stories for Children 2006年

### 詩文集・アンソロジー
- 『こちらにおいで』Come Hither 1923年
- 『トム・ティドラーの大地』1931年
- 『春の朝まだき』Early one Morning, in the Spring 1935年
- 『この夢見る人を見よ!』Behold, This Dreamer! 1939年（アンソロジー）
- 『愛』Love 1943年

### 戯曲
- 『クロッシング館』Crossings: A Fairy Play 1921年

### ノンフィクション
- Some Women Novelists of the 'Seventies 1929年
- 『無人島とロビンソンクルーソー』Desert Islands and Robinson Crusoe 1930年
- 『旧約聖書物語』1929年
- 『動物物語』1939年（民話・伝説集）
- 『シャルダン論』1948年

### 日本語訳作品
- 阿部知二訳『旧約聖書物語』岩波書店, 1970年／岩波少年文庫 上下, 1989年, 新版2012年
- 脇明子訳『魔女の箒』国書刊行会「世界幻想文学大系10」, 1975年（『三匹の高貴な猿』収録）
- 脇明子訳『アリスの教母さま』牧神社, 1976年／東洋書林, 2022年（短編集）
- 脇明子訳『アーモンドの樹』牧神社, 1976年／東洋書林, 2023年（短編集）
- 脇明子訳『まぼろしの顔』牧神社, 1976年／東洋書林, 2023年（短編集）
- 脇明子訳 『ムルガーのはるかな旅』（The Three Royal Monkeys）ハヤカワ文庫, 1979年／岩波少年文庫, 1997年
- 鈴木耀之介訳『ヘンリー・ブロッケン』国書刊行会「世界幻想文学大系36」,1984年
- こもりときこ『ジャックとまめのつる』文研出版, 1977年
- 河野一郎訳『魔法のジャケット』旺文社, 1978年
- 神宮輝夫訳『魔法のうわぎ』大日本図書, 1980年
- 田中西二郎訳『死者の誘い』創元推理文庫, 1984年
- 脇明子訳『九つの銅貨』福音館文庫, 1987年、新版2005年
- 荒俣宏訳『妖精詩集』ちくま文庫, 1988年（画：ドロシー・P・ラスロップ）
- 橋本槙矩訳『恋のお守り』旺文社文庫, 1981年／ちくま文庫, 1989年
- 飯沢匡訳 『サル王子の冒険（The Three Royal Monkeys）』岩波書店, 1992年。復刻版
- 野上彰訳『なぞ物語』フレア文庫, 1996年
- マクワガ葉子訳『デ・ラ・メア物語集 1-3』大日本図書, 1997年
- まさきるりこ（間崎ルリ子）訳『孔雀のパイ 詩集』瑞雲舎, 1997年、改訂版2021年
- 柿崎亮訳『デ・ラ・メア幻想短篇集』国書刊行会, 2008年
- 村松眞一訳 『耳を澄ますものたち他　詩集』沖積舎, 2012年
- 井村君江訳『ダン・アダン・デリー 妖精たちの輪舞曲』アトリエサード, 2021年
- 和爾桃子訳『アーモンドの木』白水Uブックス, 2022年（短編集）
- 和爾桃子訳『トランペット』白水Uブックス, 2023年（短編集）

### 日本語訳作品（短編）
- 『シートンのおばさん』（東京創元社刊『怪奇小説傑作集』所収）
- 『箒の柄』（徳間書店刊『猫に関する恐怖小説』所収）
- 『失踪』（東京創元社刊『恐怖の愉しみ（下）』所収）
- 『桶』（白水社刊『現代イギリス幻想小説』所収）
- 『樹』（白水社刊『イギリス幻想小説傑作集』所収）
- 『トランペット』（新人物往来社刊『怪奇幻想の文学Ⅵ　恐怖の探求』所収）
- 『なぞ』（新人物往来社刊『怪奇幻想の文学Ⅳ　啓示と奇蹟』所収）
- 『すばらしい技巧家』（東京創元社刊『犯罪文学傑作選』所収）
- 『姫君』（牧神社刊『幽霊奇譚』所収）
- 『呪われた大聖堂』（朝日ソノラマ刊『神の遺書』所収）
- 『世捨て人』（朝日ソノラマ刊『恐怖の分身』所収）
- 『奇妙な店』（筑摩書房刊『新編　魔法のお店』所収）

## 注
1. ↑  橋本槙矩「あとがき 月にかかる虹」（『恋のお守り』筑摩書房）